# Divizion
Ne doit pas être confondu avec division (militaire).
Un divizion (traduisible par « division », mais au masculin) désigne un type d'unité militaire, généralement dans les forces armées de langues slaves. De la taille en effectif d'un bataillon (quelques centaines d'hommes), les anglophones le traduisent communément par battalion ; la notion ne doit pas être confondue avec une division (au féminin dans les langues slaves), de plusieurs milliers d'hommes.

## Emploi
L'emploi du terme fut à l'origine le fait de l'Armée impériale russe (en russe : дивизион), puis de l'Armée rouge, des Forces armées soviétiques et de ses imitatrices bulgares (bulgare : дивизион), polonaises (polonais : dywizjon), roumaines (roumain : divizion), yougoslaves puis serbes (serbe : дивизион).
Après 1991, ce type d'unités fut conservé par les Forces armées conjointes de la CEI, puis par ses héritières azerbaïdjanaises (azéri : divizion), biélorusses (biélorusse : дывізіён), kazakhes (kazakh : дивизион), ouzbèkes (ouzbek : divizion), russes et ukrainiennes (ukrainien : дивізіон), etc.

## Significations
La notion de divizion peut avoir les significations suivantes,,,, :
1. une unité d'artillerie, de missiles, d'artillerie antiaérienne ou de missiles antiaériens, correspondant à plusieurs batteries (généralement trois, chaque batterie comprenant normalement six systèmes d'armes), équivalant dans l'Armée française d'un groupe ou d'un groupement d'artillerie ;
2. une unité de cavalerie, correspondant à un groupe d'escadrons ; dans l'Armée rouge des années 1920-1940, des divizions de cavalerie étaient composés de deux à trois escadrons. Une division de cavalerie comprenait également un « divizion mécanisé » composée d'un escadron de chars et d'un escadron de véhicules blindés ;
3. une unité composée de trains blindés de l'Armée rouge ;
4. une unité des troupes techniques radio et des troupes de guerre électronique de l'Armée rouge puis de l'Armée soviétique ;
5. une unité de l'aviation de l'Armée rouge ; pendant la Grande Guerre Patriotique, il y avait ainsi des divizions de ballons de barrage ;
6. une petite unité sur des navires de premier rang de la marine soviétique puis de la marine russe, spécialisée (missiles, artillerie, électromécanique ou aviation), qui peut être subdivisée en plusieurs batteries ;
7. une unité de formation dans plusieurs écoles militaires (artillerie, artillerie antiaérienne, troupes frontalières et autres), qui peut être constituée de plusieurs batteries ou groupes d'entraînement ;
8. une formation tactique de plusieurs navires de troisième ou quatrième rangs ; un divizion de navires pouvait être distincte, ou faire partie d'une brigade de navires ou d'une division navale ;
9. une formation de la Vokhra (chargé de garder les camps du Goulag, dépendant du NKVD), de la taille d'un bataillon d'infanterie[6].